# Cassia ferruginea
Cassia ferruginea är en ärtväxtart som först beskrevs av Heinrich Adolph Schrader, och fick sitt nu gällande namn av Dc. Cassia ferruginea ingår i släktet Cassia och familjen ärtväxter.

## Underarter
Arten delas in i följande underarter:
- C. f. ferruginea
- C. f. velloziana